# Centralne zgrubienie galaktyczne

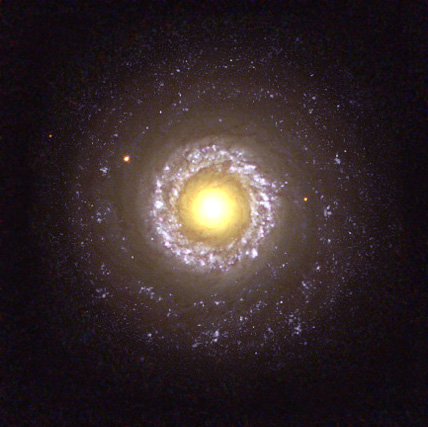
Centralne zgrubienie w galaktyce NGC 7742

Centralne zgrubienie galaktyczne (ang. bulge) – najgęstszy obszar galaktyki, znajdujący się w jej centrum. W jego wnętrzu znajduje się niewidoczne jądro galaktyki.
Pojęcia jądra galaktyki i zgrubienia centralnego były niegdyś używane zamiennie. Postanowiono je jednak rozdzielić po wysunięciu przypuszczeń, że środek galaktyki stanowi czarna dziura, ponadto zauważono, że najbliższe otoczenie jądra przyjmuje różne postaci w zależności od konkretnej galaktyki.

## Charakterystyka
Zgrubienia centralne przypominają swoimi właściwościami galaktyki eliptyczne, odpowiednio mniejsze i mniej masywne. Nie wyróżnia się jakiejś konkretnej struktury zgrubienia, jego gęstość spada wraz z odległością od jądra.

### Występowanie
Centralne zgrubienie występuje prawie wyłącznie w galaktykach spiralnych. Pojawianie się struktury zgrubienia w nielicznych przypadkach galaktyk eliptycznych tłumaczy się obecnie samą naturą powstania tych galaktyk jako zderzeń galaktyk spiralnych.
W galaktykach nieregularnych centralne zgrubienie nie występuje.

### Skład
Centralne zgrubienie nie jest miejscem formowania się nowych gwiazd. Zawiera jedynie gwiazdy drugiej populacji – wszystkie one powstawały wraz z tworzącą się galaktyką. Stąd czerwonawy kolor zgrubienia, obiekty żyjące tak długo muszą być małe.
Wyjątkiem są znowu galaktyki eliptyczne. Występujące w nielicznych przypadkach tych galaktyk zgrubienie, może być miejscem narodzin gwiazd. Przy kolizji dwóch galaktyk spiralnych, czasem w okolice jądra dostarczona zostaje spora ilość nowej masy i obszar ten się zagęszcza, tworząc warunki sprzyjające powstawaniu gwiazd. Takie zgrubienie, zabarwione na niebiesko, zawierać może gwiazdy pierwszej populacji.

## Powstawanie
Obecnie jest wiele spekulacji na temat procesu powstawania i roli, jaką zgrubienia odgrywają w formowaniu się galaktyki. Faktem, który implikuje najwięcej sporów, jest wiek zgrubienia. Mianowicie, sugerowałby on powstawanie zgrubień wraz z galaktycznym halo. Tymczasem teoria tworzenia się galaktyk postulowałaby raczej moment znacznie późniejszy, w okolicach formowania się dysku galaktycznego. Istotną rolę w powstawaniu zgrubienia zapewne odgrywa centralna czarna dziura, o czym świadczy statystyczny związek pomiędzy masą centralnej czarnej dziury i masą oraz dyspersją prędkości gwiazd w zgrubieniu galaktycznym. Ostatnie badania wskazują, że prawdopodobnie powstanie czarnej dziury następuje wcześniej, a następnie wspólny etap wzrostu reguluje wpływ aktywności jądra galaktyki na wzrost koncentracji masy w zgrubieniu centralnym.